# Alu (Insel)
Alu (auch Shortland Island genannt) ist eine Insel im Nordwesten des Inselstaats der Salomonen. Sie hat eine Landfläche von 221 km², der höchste Punkt liegt bei 237 m über Meeresniveau.
Die Insel gehört zu den Shortland-Inseln, welche den Archipel der Salomon-Inseln politisch in eine Nord- und eine Südgruppe teilen.
Die Shortland-Insel wurden im Jahre 1788 von dem Kapitän der Royal Navy John Shortland (sen.) für Europa entdeckt und nach ihm selbst benannt.
Auf Alu lebten 1976 etwa 2000 Menschen.